# 张处瑾
张处瑾（？—922年），燕人，五代十国初期成德节度使留后张文礼的儿子。

## 簡介
921年，张文礼发动兵变，杀死了赵王王镕全家，自立为留后。他既称臣于晋王李存勖又私通后梁，还勾结契丹耶律阿保机。
李存勖以为王镕报仇为名，以王镕旧将符習为成德留后，又派相州刺史史建瑭、天平节度使阎宝，率军讨伐镇州。八月十一，晋军攻下了赵州，张文礼大惊腹疽发作而死。张处瑾秘不发丧，多次向李存勖谢罪未果，坚守镇州一年有余，晋军遭受重大打击，史建瑭阵亡，阎宝羞愤而死。期间张处瑾又被弟张处球夺权。而晋军随后的主帅昭义节度使李嗣昭、振武节度使李存进也相继阵亡。922年九月廿九，镇州粮尽，第四位晋军主帅李存审（符存審）破城，张处瑾、张处球及弟张处琪及张文礼妻（未知是否张处瑾母）被俘押送至李存勖处，应赵国人请求，斩为肉泥（赵人请而醢之），张文礼的尸体在市上被车裂。